# Concha Velasco
Concepción Velasco Varona (Valladolid, 29 de noviembre de 1939-Majadahonda, 2 de diciembre de 2023), conocida como Conchita Velasco o Concha Velasco, fue una actriz de cine, teatro y televisión, cantante, bailarina y presentadora de televisión española.

## Primeros años
Estudió danza clásica y española en Madrid, en el Conservatorio Nacional de los 10 a los 20 años. Se estrenó como bailarina en el cuerpo de baile de la Ópera de La Coruña y en la compañía de Manolo Caracol como bailaora flamenca. Posteriormente debutó como vicetiple en la de Celia Gámez.[cita requerida]

## Carrera

### Cine
Inicia su carrera en el cine a los quince años en La reina mora (1954), a la que siguen títulos también como actriz de reparto entre los que destacan La fierecilla domada (1956). Coprotagonizó  Muchachas en vacaciones (1957) y Las chicas de la Cruz Roja (1958) hasta su consagración profesional, junto a Tony Leblanc, con el que rodaría seis películas. A esta época de actriz juvenil pertenecen éxitos como Los tramposos (1959), El día de los enamorados (1959), El indulto (1961), Amor bajo cero (1960), Julia y el celacanto (1961) y La verbena de la paloma (1963), entre muchos otros, destacando Historias de la televisión (1965), donde, por exigencias del guion, Conchita interpreta en una escena una canción compuesta por Augusto Algueró y el músico-letrista cartagenero Antonio Guijarro titulada "Chica ye ye". Desde entonces es apodada para siempre con ese título y se encuentra de improviso con un éxito como cantante, algo que reconoce no haber sido nunca, pero aun así graba ocho discos con Belter. Más adelante, hace grabaciones de sus espectáculos Mata Hari, ¡Mamá, quiero ser artista!, Carmen, Carmen, La truhana... En 1990 cantará una nueva versión de la popular "Chica ye ye", conmemorando los veinticinco años de su lanzamiento.
A finales de los años 1960, Conchita va realizando ya «papeles de esposa» en filmes con directores como Mariano Ozores, José Luis Sáenz de Heredia o Pedro Lazaga; Las que tienen que servir (1967), Cuatro noches de boda (1969), El taxi de los conflictos (1969), Susana (1969), La decente (1970), El alma se serena (1970), Préstame quince días (1971), Venta por pisos (1971), Los gallos de la madrugada (1971), Yo soy Fulana de Tal (1975), etcétera. . Comenzó una serie de colaboraciones con el popular cantante Manolo Escobar en Pero... ¿en qué país vivimos? (1967), Relaciones casi públicas (1968), Juicio de faldas (1969), En un lugar de la Manga (1970), Me debes un muerto (1971)... En todas ellas aparece junto a las principales figuras del cine español del momento, como Alfredo Landa, José Luis López Vázquez, Antonio Ozores, el mencionado Tony Leblanc, y comparten el género de comedia ligera tan frecuente en el cine español de la época.
En la época de la Transición, realiza papeles de corte más serio en películas como la coproducción No encontré rosas para mi madre (1973) con Gina Lollobrigida y Danielle Darrieux, Tormento (1974), Pim, pam, pum... ¡fuego! (1975) de Pedro Olea, Un lujo a su alcance (1975), Las largas vacaciones del 36 (1976), Esposa y amante (1977), La colmena (1982) de Mario Camus, Esquilache (1989) de Josefina Molina, por la que fue nominada al Premio Goya a la mejor actriz de reparto, y Yo me bajo en la próxima, ¿y usted? (1992).
Sus últimas películas fueron Más allá del jardín (1996), nominada al Goya a la mejor actriz, París-Tombuctú (1999), cumpliendo su sueño de trabajar junto al director Luis García Berlanga, Km. 0 (2001), El oro de Moscú (2002), Bienvenido a casa (2005), B&B (2006), Chuecatown (2007), Enloquecidas (2008), Rabia (2009) y Malasaña 32 (2020).
En 2012 recibió, a toda su trayectoria cinematográfica, el premio Goya de Honor otorgado por la Academia de las Artes y las Ciencias Cinematográficas de España.

### Teatro

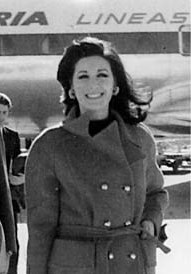
Concha Velasco en 1962

Junto al cine, su mayor prestigio profesional lo consiguió en el teatro. Debutó en la revista Ven y ven al Eslava (1959) e hizo varias comedias más en los 60, como Los derechos de la mujer (1962), The boyfriend (1962) o Las que tienen que servir (1962). Le siguen obras como Don Juan Tenorio (1964), El alma se serena (1969), Abelardo y Eloísa (1972) y Las cítaras colgadas de los árboles (1974), entre otras. Es durante una representación de Don Juan Tenorio cuando conoce a su futuro marido, el actor y productor teatral Paco Marsó (de nombre real Francisco Martínez Socias).
En 1977 estrenó en el teatro Las arrecogías del beaterio de Santa María Egipciaca, de José Martín Recuerda, junto a Pilar Bardem y María Luisa Ponte, en la que Concha interpreta el personaje de Mariana Pineda, en la que todos los personajes simbólicamente solicitaban la amnistía de la protagonista. Luego representó Filumena Marturano (1979), de Eduardo de Filippo, Yo me bajo en la próxima, ¿y usted? (1981), Mata Hari (1983), ambas de Adolfo Marsillach y Buenas noches, madre junto a Mary Carrillo (1985).
En 1986 preparó el montaje de un gran musical: Mamá, quiero ser artista, todo un éxito que le reportó gran popularidad. Luego hizoCarmen, Carmen (1988) y La truhana (1992)
En los años noventa, Concha se convierte en el prototipo de mujer de mediana edad hastiada de su matrimonio que aún necesita sentirse viva, combatiendo con todas sus fuerzas en sus últimos días de esplendor. La rosa tatuada (1998), adaptación de la obra de Tennessee Williams es un ejemplo de este tipo de papeles, además de otros en cine.
En 1999, su amigo, el escritor y poeta Antonio Gala, escribió para ella Las manzanas del viernes, con la que consiguió un magnífico éxito que le permite embarcarse en el ambicioso proyecto de versionar el famoso musical de Broadway Hello, Dolly! (2001), con el que gira por toda España con gran éxito en el mismo papel que interpretara en el cine Barbra Streisand.
Después representó Inés desabrochada (2003), también de Antonio Gala, junto a Nati Mistral y Paco Valladares y la nueva versión de Filomena Marturano (2006), ambas con gran acogida. Además desde abril de 2009 hasta mediados de 2011 protagonizó la obra de Josep María Pou, La vida por delante, todo un éxito con más de 270 000 espectadores. Luego llegó Concha, yo lo que quiero es bailar, dirigida también por Pou, que se estrenó en Valladolid en septiembre de 2011.
En 2012 intervino en el Festival de Mérida, junto a José María Pou y Maribel Verdú en la obra Hélade y un año más tarde lo hizo con Hécuba de Eurípides. Tras una baja por enfermedad, regresa a los escenarios en octubre de 2014 con la obra Olivia y Eugenio, de Herbert Morote, dirigida por José Carlos Plaza. En 2016 encarnó al personaje histórico de Juana la Loca, en un monólogo escrito por Ernesto Caballero y dirigido por Gerardo Vera en el Teatro de La Abadía de Madrid.
En 2014 fue declarada miembro de honor de la Academia de las Artes Escénicas de España y recibe el Premio Nacional de Teatro el 23 de noviembre de 2016.
En 2018 se sube de nuevo a los escenarios para encabezar la obra El funeral en el Teatro La Latina de Madrid, escrita por su hijo Manuel
En verano de 2019 ejerció de narradora en el Festival de Mérida de la obra Las metamorfosis, versión de la estadounidense Mary Zimmerman basada en los mitos de Ovidio.
El 19 de agosto de 2020 estrena en el Teatro Victoria Eugenia de San Sebastián La habitación de María, escrita también por su hijo Manuel y dirigida por José Carlos Plaza. Con esta obra realiza su última representación teatral, el 21 de septiembre de 2021 en el Teatro Bretón de los Herreros de Logroño, tras anunciar días antes su retirada de los escenarios.

### Televisión

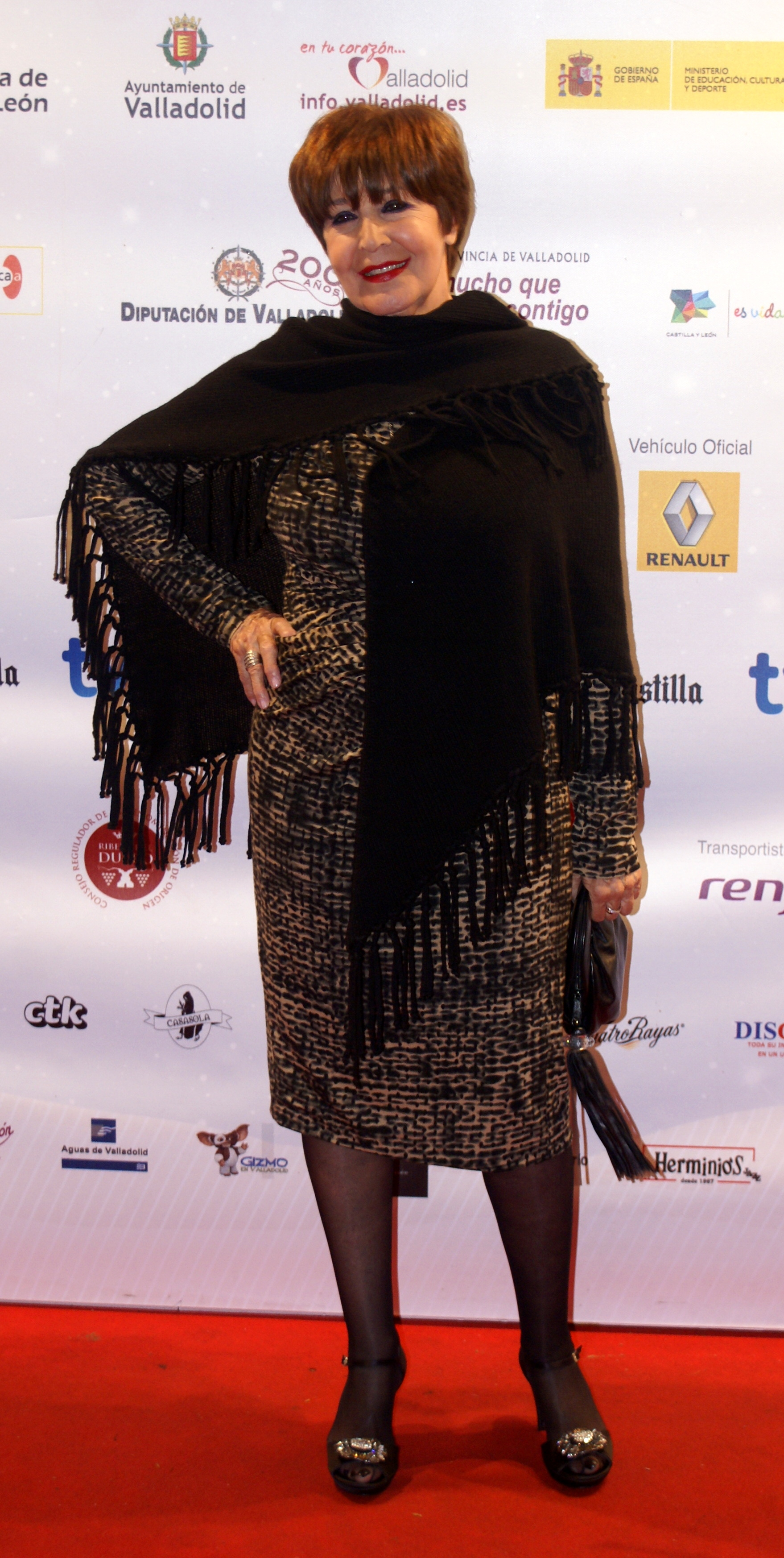
Concha Velasco en la Seminci 2013.

Concha debutó en televisión en los 60 en el popular programa de TVE Estudio 1 en el que se programaban obras de teatro especialmente grabadas para la pequeña pantalla. Entre los títulos que interpretó se incluyen La dama del alba (1965), La alondra (1969), Don Juan Tenorio (1966), Marea baja (1971), Una muchachita de Valladolid (1973), Las brujas de Salem (1973) o ¿Quiere usted jugar con mí? (1972).
Pero su mejor papel para la pequeña pantalla le llegó con Teresa de Jesús (1984), serie de TVE en la que interpreta a la santa española. Presentó los especiales de Fin de Año del canal público desde 1985 al 87, mientras participar en el espacio La comedia musical española (1985). En la década de 1980 presentó además durante tres años, entre 1984 y 1986, el programa especial de Nochevieja de la cadena.
En 1990 presentó el espacio musical y de variedades Viva el espectáculo en TVE, y luego hizo un programa similar en Tele 5 titulado Querida Concha (1992) y el concurso Queridos padres (1992). En Antena 3 TV presenta el magazín Encantada de la vida (1993-1994) y graba las series Yo, una mujer (1996) y Mamá quiere ser artista (1997), además de colaborar en la serie Compañeros (1998). En la misma cadena, sustituye a la presentadora Isabel Gemio en el programa Sorpresa, sorpresa (1999). Antonio Mercero pensó en ella para que interpretara el personaje protagonista de la serie Farmacia de guardia, algo que Concha tuvo que rechazar debido a los numerosos compromisos profesionales que tenía apalabrados.
Vuelve a TVE en 2001 para hacerse cargo del programa Tiempo al tiempo, que comenzó siendo un magazín nostálgico que recordaba etapas y artistas del pasado para convertirse en un show de sucesos y crónica negra y rosa que fue retirado de la emisión. La propia Concha reconoce haber realizado trabajos de poca reputación en TV para así poder financiar sus costosos proyectos teatrales. 
En 2005 trabaja en miniserie Las cerezas del cementerio (2005), versión de la obra homónima de Gabriel Miró y en la serie de intriga de Tele 5 Motivos personales (2005), donde interpretó a Aurora Acosta, una mujer calculadora que intentará mantener a su familia lejos de los escándalos, serie que tuvo muy buenos datos de audiencia, y fue éxito en la crítica. Luego hizo en TVE Mi abuelo es el mejor (2006), programa que fue retirado a los pocos días. Mejor suerte tuvo con la serie Herederos (2008), en TVE, producida por Cuarzo Producciones, junto a Álvaro de Luna, Ginés García Millán, Helio Pedregal y Félix Gómez, entre otros, donde interpretó a Carmen Orozco, papel que le valió dos nominaciones a los Premios de la Unión de Actores, ganándolo en 2008. También interpretó a Dorothy en la serie de TVE Las chicas de oro (2010) con  Lola Herrera (Blanca), Carmen Maura (Rosa) y Alicia Hermida (Sofía).
En enero de 2011 comenzó a presentar el programa de TVE Cine de barrio en el que fue sustituida unos meses de baja por enfermedad en 2014 por Elena S. Sánchez.Permaneció en él casi diez años, hasta septiembre de 2020 debido a que prefería dedicar su tiempo al teatro y a su familia.
En octubre de 2011 intervino en la serie Gran Hotel, de Antena 3. En febrero de 2014, se anunció su participación como personaje fijo en la segunda temporada de la serie Vive cantando, de la cadena Antena 3 interpretando a Charo, pero finalmente la actriz no pudo estar por motivos de salud. Participó también en la segunda temporada de la serie Bajo sospecha, de Bambú Producciones, dónde encarnó a Adela Valcárcel, que se estrenó el 12 de enero de 2016.
Continuó en series de la misma productora, Bambú, en la cuarta temporada de Velvet (2016, Antena 3) y Las chicas del cable (2017, Netflix) junto a Yon González, Ana Polvorosa, Blanca Suárez, entre otros. Dejó la televisión, siguió en el teatro,  hasta que en septiembre de 2021 anunció su retirada.

## Vida personal
Nació en la calle de Recondo en Valladolid, hija del comandante de caballería Pío Velasco Velasco (1909-1995) y de la maestra María Concepción Varona García de Mardones (1917-1991). Estuvo casada entre el 18 de abril de 1977 y 2005 con Paco Marsó, con quien tuvo un hijo, Francisco Martínez Velasco. Previo al matrimonio Concha tuvo un hijo, Manuel Martínez Velasco, fruto de su relación con el director de fotografía Fernando Arribas. En 2005 se divorció de Paco Marsó.
Es tía de la también actriz Manuela Velasco, nieta de Jesús Varona Trigueros, compositor letrista del Himno a Valladolid y de Umbelina García de Mardones, siendo sus abuelos maternos.
En 2008 Concha Velasco fue una de las fundadoras de la Plataforma de Apoyo a Zapatero, en la que participaron actores, deportistas, cantantes y españoles destacados, entre los que se puede citar a Joan Manuel Serrat, Fran Perea, Álvaro de Luna, Ana Belén, Joaquín Sabina y Víctor Manuel, entre otros.
En 2019 puso fin a años de deudas con Hacienda española, teniendo que vender su casa. En febrero de 2022, sus problemas de movilidad la llevaron a instalarse en una residencia en el centro de Madrid.

### Enfermedad y muerte
El 28 de mayo de 2014 desveló su lucha contra un linfoma que fue descubierto a mediados de abril del mismo año. Tras someterse al correspondiente tratamiento, recuperó su actividad profesional unos meses después.
Falleció a las 2:00 de la madrugada del 2 de diciembre de 2023 a los 84 años en el Hospital Puerta de Hierro de Majadahonda (Madrid) rodeada de sus hijos a consecuencia de la misma enfermedad. Su cuerpo fue enterrado en la sección Panteón de Hijos Vallisoletanos Ilustres del cementerio de El Carmen de Valladolid.

## Discografía
- Chica ye ye (1965)[26]
- Perdida (1966)
- Amores perdidos (1969)
- Magia (1971)
- Peligro (1973)
- Soy como soy (1981) [27]
- Vive (1983)
- ¡Mamá, quiero ser artista! (1986) [27]
- Dos (1991)
- Equivocada (1997)
- Fuego (2001)

## Filmografía

### Cine
- El bandido generoso (1954)
- La fierecilla domada (1955)
- La reina mora (1955)
- Los maridos no cenan en casa (1956)
- Dos novias para un torero (1956)
- Mensajeros de paz (1957)
- Las chicas de la Cruz Roja (1958)
- Muchachas en vacaciones (1958)
- Vida sin risas (1959)
- Los tramposos (1959)
- El día de los enamorados (1959)
- La paz empieza nunca (1960)
- Amor bajo cero (1960)
- Crimen para recién casados (1960)
- Trampa para Catalina (1961)
- Martes y trece (1961)
- El indulto (1961)
- Julia y el celacanto (1961)
- Festival en Benidorm (1961)
- Mi noche de bodas (1961)
- Sabían demasiado (1962)
- La verbena de la Paloma (1963)
- Casi un caballero (1964)
- La boda era a las doce (1964)
- La frontera de Dios (1965)
- Historias de la televisión (1965)
- El arte de casarse (1966)
- Hoy como ayer (1966)
- El arte de no casarse (1966)
- Viaje de novios a la italiana (1966)
- Las que tienen que servir (1967)
- María y la otra (1967)
- Pero... ¿en qué país vivimos? (1967)
- Los que tocan el piano (1968)
- Relaciones casi públicas (1968)
- Juicio de faldas (1969)
- Matrimonios separados (1969)
- Cuatro noches de boda (1969)
- Susana (1969)
- El taxi de los conflictos (1969)
- Una vez al año, ser hippy no hace daño (1969)
- En un lugar de la Manga (1970)
- El alma se serena (1970)
- Después de los nueve meses (1970)
- Los gallos de la madrugada (1971)
- En la red de mi canción (1971)
- Préstame quince días (1971)
- Me debes un muerto (1971)
- La decente (1971)
- Venta por pisos (1972)
- El vikingo (1972)
- El Love Feroz o Cuando los hijos juegan al amor (1973)
- Las señoritas de mala compañía (1973)
- No encontré rosas para mi madre (1973)
- Tormento (1974)
- El amor empieza a medianoche (1974)
- Yo creo que... (1975)
- Un lujo a su alcance (1975)
- Pim, pam, pum... ¡fuego! (1975)
- Las bodas de Blanca (1975)
- Yo soy Fulana de Tal  (1975)
- Mi mujer es muy decente, dentro de lo que cabe (1975)
- Libertad provisional (1976)
- Las largas vacaciones del 36 (1976)
- Esposa y amante (1977)
- Jaque a la dama (1978)
- Ernesto (1979)
- Cinco tenedores (1979)
- La colmena (1982)
- La hora bruja (1985)
- Esquilache (1989)
- Yo me bajo en la próxima, ¿y usted? (1992)
- Más allá del jardín (1996)
- París-Tombuctú (1999)
- km. 0 (2000)
- Los pasos perdidos (2001)
- El oro de Moscú (2002)
- Bienvenido a casa (2005)
- Chuecatown (2007)
- Enloquecidas (2008)
- Rabia (2009)
- Flow (2014)
- Mañana y siempre (2018)
- Malasaña 32 (2020)

### Teatro
- Ven y ven... al Eslava (1959)
- Las que tienen que servir (1962)
- The boyfriend (1962)
- Los derechos de la mujer (1962)
- Don Juan Tenorio (1964)
- Elena para los miércoles (1965)
- El cumpleaños de la tortuga (1966)
- Una chica en mi sopa (1967)
- El alma se serena (1969)
- Llegada de los dioses (1971)
- Abelardo y Eloísa (1972)
- Las cítaras colgadas de los árboles (1974)
- Las arrecogías del beaterio de Santa María Egipciaca (1977)
- Filomena Marturano (1979)
- Yo me bajo en la próxima, ¿y usted? (1981)
- Santa Teresa de Jesús (1982)
- Mata-Hari (1983)
- Buenas noches, madre (1985)
- Mamá quiero ser artista (1986)
- Carmen, Carmen (1988)
- La truhana (1992)
- La rosa tatuada (1997)
- Las manzanas del viernes (1999)
- Hello, Dolly! (2001)
- Inés desabrochada (2003)
- Filomena Marturano (2006)
- La vida por delante (2009-11)
- Concha, yo lo que quiero es bailar (2011-12)
- Hélade (2012)
- Hécuba (2013-14)
- Olivia y Eugenio (2014-15)
- Reina Juana (2016-17)
- El funeral (2018-20)
- Las metamorfosis (2019)
- La habitación de María (2020-21)

### Televisión

#### Series
| Año       | Serie                      | Personaje                      |
| --------- | -------------------------- | ------------------------------ |
| 1964-1965 | Confidencias               | Alicia                         |
| 1966      | Tiempo y hora              |                                |
| 1971      | Las doce caras de Eva      | Luz de Benito                  |
| 1976      | Este señor de negro        | Dolores                        |
| 1983      | Teresa de Jesús            | Teresa de Ávila                |
| 1996      | Yo, una mujer              | Elena Andrade                  |
| 1997      | Mamá quiere ser artista    | Leonor                         |
| 1998      | Compañeros                 | Charo                          |
| 2004      | ¿Se puede?                 |                                |
| 2005      | Las cerezas del cementerio | Beatriz                        |
| 2005      | Motivos personales         | Aurora Acosta                  |
| 2007-2009 | Herederos                  | Carmen Orozco Argenta          |
| 2010      | Las chicas de oro          | Doroti                         |
| 2011      | Hospital Central           | Carmen                         |
| 2011-2013 | Gran Hotel                 | Ángela Salinas vda. de Cernuda |
| 2016      | Bajo sospecha              | Adela Valcárcel                |
| 2016      | Velvet                     | Petra Alcalde Vargas           |
| 2017-2020 | Las chicas del cable       | Carmen Benavides de Cifuentes  |

#### Programas
| Año       | Programa                            | Rol                       |
| --------- | ----------------------------------- | ------------------------- |
| 1964-1965 | Primera fila                        | Actriz de obras de teatro |
| 1965-1973 | Estudio 1                           | Actriz de obras de teatro |
| 1983-1986 | Especiales Fin de Año               | Presentadora              |
| 1985      | La comedia musical española         | Actriz de obras de teatro |
| 1990-1991 | Viva el espectáculo                 | Presentadora              |
| 1992      | Desde Palma, queridos padres        | Presentadora              |
| 1992-1993 | Querida Concha                      | Presentadora              |
| 1992-1993 | Queridos padres                     | Presentadora              |
| 1993-1994 | Encantada de la vida                | Presentadora              |
| 1999      | Sorpresa, sorpresa                  | Presentadora              |
| 2001-2002 | Tiempo al tiempo                    | Presentadora              |
| 2006      | Mi abuelo es el mejor               | Presentadora              |
| 2011-2020 | Cine de barrio                      | Presentadora              |
| 2012      | Buenas noches y Buenafuente         | Invitada                  |
| 2013-2020 | El Hormiguero                       | Invitada                  |
| 2014      | En el aire                          | Invitada                  |
| 2016-2020 | Late Motiv                          | Invitada                  |
| 2017-2021 | Sábado Deluxe                       | Invitada                  |
| 2019      | Late Motiv: Especial Concha Velasco | Invitada                  |
| 2020      | Lazos de sangre                     | Invitada                  |
| 2020      | Mi casa es la tuya                  | Invitada                  |

| Feliz 1985
Artistas: Juan Pardo, Diana, Josele, Love Machine, José Carreras, Mari Carmen y sus muñecos, Miguel Bosé, Martes y Trece, Mari Trini, Victoria Vera, Los Morancos, Lauren Postigo y La Camboria, José Luis Moreno, Lusson y Codeso, El Fary, Alaska y Dinarama, Francisco, Los Chichos, Tino Casal, Eugenio, Bravo, Bohemia, Señor Tomás, Sara Montiel, Jack Lemmon, Enrique Barón, Guillermo Summers e Ignacio Salas, Julio Iglesias, Duran Duran, Manuel Fraga, José María Calviño, Peter Ustinov, Gerardo Iglesias, Miguel Roca, Úrsula Andress y Daniela Romo.
| Feliz 1987
Artistas: José Luis Perales, Concha Velasco, Tip y Coll, Nina Hagen, Manolo Vieira, Olé Olé, Bigote Arrocet, Dúo Dinámico, Félix el Gato, Lola Flores, Sacha Distel, Josele, Sergio y Estíbaliz, Paco Valladares, Iñaki Uranga, Gazebo, Sylvia Pantoja, Gonzalo, Francisco, Mariano 1'85, Manolo de Vega, María José Santiago, Felipe Campuzano, Los Rocieros, Nano de Jerez, Los Romeros de la Puebla, Cantores de Híspalis, Raúl Sénder, Julio Carabias, Pino D'Angio y Montty.

## Premios y nominaciones

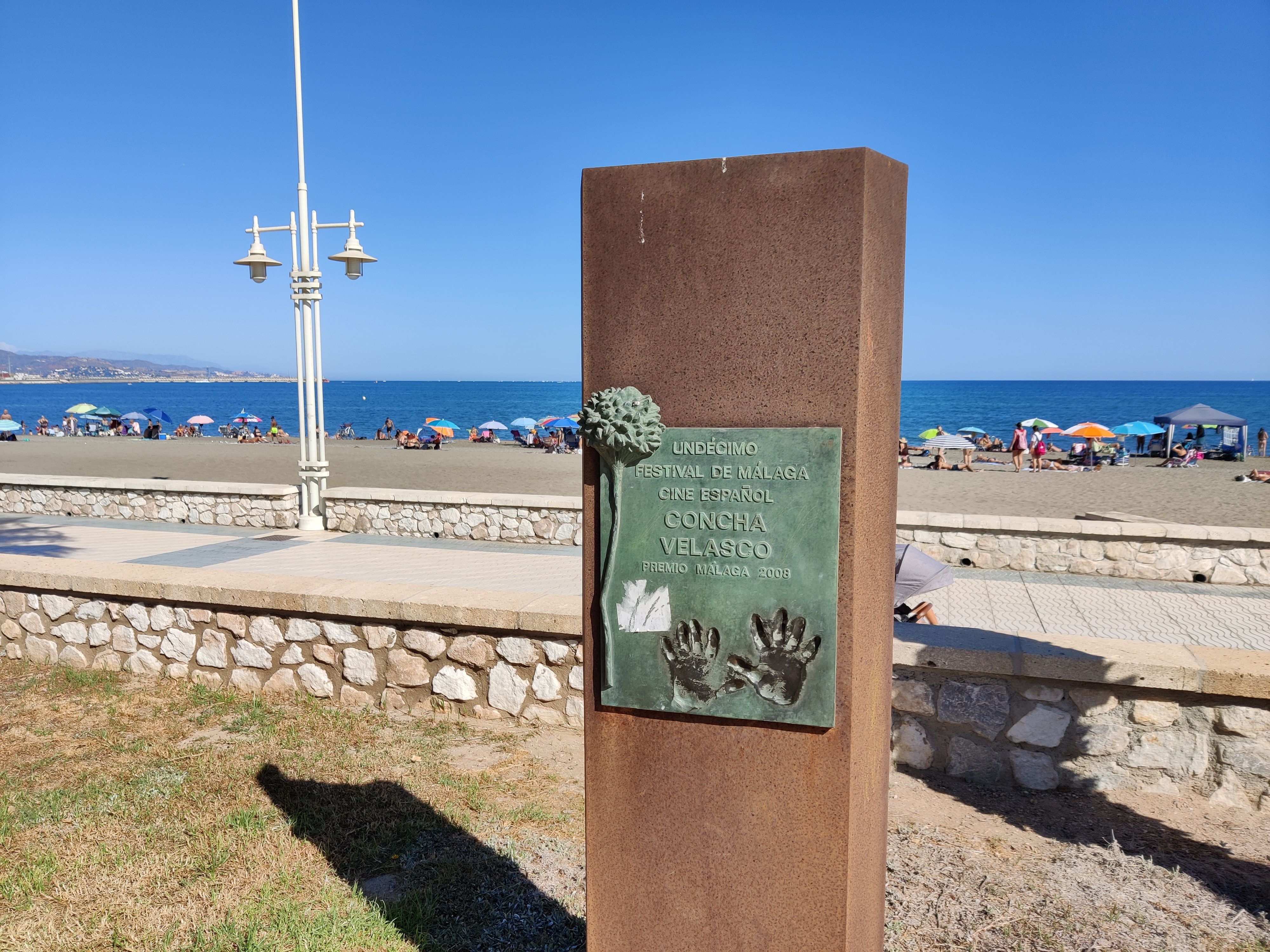
Reconocimiento del Festival de Málaga

### Premios Goya
| Año  | Categoría                                  | Película            | Resultado |
| ---- | ------------------------------------------ | ------------------- | --------- |
| 1989 | Mejor interpretación femenina de reparto   | Esquilache          | Nominada  |
| 1996 | Mejor interpretación femenina protagonista | Más allá del jardín | Nominada  |
| 2012 | Goya de Honor                              | Goya de Honor       | Ganadora  |

### Medallas del Círculo de Escritores Cinematográficos
| Año  | Categoría                 | Película                | Resultado |
| ---- | ------------------------- | ----------------------- | --------- |
| 1958 | Mejor actriz secundaria   | Muchachas en vacaciones | Ganadora  |
| 1974 | Mejor actriz protagonista | Tormento                | Ganadora  |
| 1996 | Mejor actriz              | Más allá del jardín     | Ganadora  |
| 2009 | Medalla de Honor          | Medalla de Honor        | Ganadora  |

### Premios Sant Jordi
| Año          | Categoría           | Película            | Resultado |
| ------------ | ------------------- | ------------------- | --------- |
| 53.ª edición | Premio especial RNE | Premio especial RNE | Ganadora  |

### Fotogramas de Plata
| Año  | Categoría                        | Película/Serie/Montaje              | Resultado |
| ---- | -------------------------------- | ----------------------------------- | --------- |
| 1974 | Mejor intérprete de cine español | Tormento                            | Ganadora  |
| 1981 | Mejor intérprete de teatro       | Yo me bajo en la próxima, ¿y usted? | Ganadora  |
| 1984 | Mejor intérprete de televisión   | Teresa de Jesús                     | Ganadora  |
| 1986 | Mejor intérprete de teatro       | ¡Mamá, quiero ser artista!          | Ganadora  |
| 1988 | Mejor intérprete de teatro       | Carmen, Carmen                      | Ganadora  |
| 1992 | Mejor intérprete de teatro       | La truhana                          | Ganadora  |
| 1996 | Mejor actriz de cine             | Más allá del jardín                 | Nominada  |
| 2001 | Mejor actriz de teatro           | Hello, Dolly!                       | Ganadora  |
| 2009 | Mejor actriz de teatro           | La vida por delante                 | Ganadora  |
| 2011 | Mejor actriz de teatro           | Concha (Yo lo que quiero es bailar) | Nominada  |
| 2012 | Mejor actriz de televisión       | Gran Hotel                          | Nominada  |
| 2013 | Mejor actriz de teatro           | Hécuba                              | Nominada  |
| 2014 | Mejor actriz de teatro           | Hécuba                              | Ganadora  |
| 2016 | Mejor actriz de teatro           | Reina Juana                         | Nominada  |

### Unión de Actores
| Año  | Categoría                               | Serie               | Resultado |
| ---- | --------------------------------------- | ------------------- | --------- |
| 2007 | Mejor actriz protagonista de televisión | Herederos           | Nominada  |
| 2008 | Mejor actriz protagonista de televisión | Herederos           | Ganadora  |
| 2010 | Mejor actriz protagonista de teatro     | La vida por delante | Nominada  |
| 2011 | Toda una vida                           | Toda una vida       | Ganadora  |
| 2012 | Mejor actriz secundaria de televisión   | Gran Hotel          | Ganadora  |

### Premios Iris (antes Premios ATV)
| Año  | Categoría             | Serie      | Resultado |
| ---- | --------------------- | ---------- | --------- |
| 2007 | Mejor actriz de serie | Herederos  | Nominada  |
| 2008 | Mejor actriz de serie | Herederos  | Ganadora  |
| 2011 | Mejor actriz de serie | Gran Hotel | Ganadora  |

### Premios Valle-Inclán de Teatro
| Año  | Categoría              | Película/Serie/Montaje | Resultado |
| ---- | ---------------------- | ---------------------- | --------- |
| 2010 | V Premio Valle-Inclán  | La vida por delante    | Nominada  |
| 2015 | IX Premio Valle-Inclán | Hécuba                 | Ganadora  |

### Premios Ondas
| Año  | Categoría                                     | Serie      | Resultado |
| ---- | --------------------------------------------- | ---------- | --------- |
| 2012 | Mejor intérprete femenina en ficción nacional | Gran Hotel | Ganadora  |

### Premios Max
| Año  | Categoría                 | Película/Serie/Montaje | Resultado |
| ---- | ------------------------- | ---------------------- | --------- |
| 2002 | Mejor espectáculo musical | Hello, Dolly!          | Ganadora  |
| 2009 | Mejor actriz protagonista | La vida por delante    | Nominada  |
| 2019 | Max de Honor              |                        | Ganadora  |

### Semana Internacional de Cine de Valladolid
| Año  | Categoría                       | Película/Serie/Montaje | Resultado |
| ---- | ------------------------------- | ---------------------- | --------- |
| 1985 | Espiga de Oro a la Mejor Actriz | La hora bruja          | Ganadora  |
| 2013 | Espiga de Honor                 | Espiga de Honor        | Ganadora  |

### Festival de Málaga
| Año  | Categoría     | Película      | Resultado |
| ---- | ------------- | ------------- | --------- |
| 2008 | Premio Málaga | Premio Málaga | Ganadora  |

### Festival Internacional de Cine de Huesca
| Año  | Premio                  | Resultado |
| ---- | ----------------------- | --------- |
| 1993 | Premio Una Vida de Cine | Ganadora  |

### Otros
- Premio de Teatro Corral de Comedias de Almagro (2016)[35]
- Águila de Oro en el Festival de Cine de Aguilar de Campoo (2006)
- Premio PEAL TIERRA IBERA (2016)
- Premio Nacional de Teatro (2012 y 1972).
- Estrella en el paseo de la fama de Madrid (2011)
- Premio de La Academia de la Televisión a Toda una vida (2009)
- Premio Mandarina (2006)
- Festival de Cine Iberoamericano de Huelva: Premio Honorífico Ciudad de Huelva (2004)
- Premio Internacional Fundación Cristóbal Gabarrón de Artes Escénicas (2008)
- Premio Málaga A SU CARRERA DE ACTRIZ (2008).
- Premio TP de Oro a su trayectoria profesional (2008) y a la Mejor Actriz (1984)
- Premio festival internacional de teatro de Cazorla a su trayectoria (2006)
- Premio Nacional de Teatro ''Pepe Isbert'' (1999)
- Premio Nacional de Teatro: Mejor actriz (1972)
- Medalla de las Ciencias y las Artes Cinematográficas (2004)
- Premio a la mujer mejor calzada de España otorgado por el Museo del Calzado (2001)[36]
- Premio de la Sociedad General de Autores de España Miguel Mihura
- Premio del Sindicato Nacional del Espectáculo (1958)
- Premio de María Rolland (1962)
- Premio San Jorge
- Premio del Sindicato del Espectáculo
- Premio Radio España (1973)
- Premio del Espectador y de la Crítica (1979)
- Premio Jorge Fiestas (1995)
- Premio Mayte Commodore de Teatro (1981)
- 3 veces Popular del diario Pueblo
- Premio Naranja (1982)
- Aro de Oro
- Cambio 16
- Grupo Zeta
- Ganadora de la Antena de Oro de TV en (1983)
- 2 Garbanzos de Plata.
- Premio Chivas Telón de Teatro a la Mejor intérprete cómica en el apartado de veteranos por "Filomena Marturano".

## Distinciones honoríficas
- Medalla de Oro al Mérito en las Bellas Artes (1987)[37]
- Medalla de Oro al Mérito en el Trabajo (2008)[38]
- Gran Cruz de la Orden de Alfonso X el Sabio (2016)[39]
- Medalla de Oro de Madrid (2018)[40]
- Medalla de Oro de Valladolid (2018)[41]
- Gran Cruz de la Orden de Isabel la Católica (2023).[42] A título póstumo.

## Homenajes y reconocimientos
En 2014 la calle de Rosario Pereda de Valladolid fue rebautizada por el ayuntamiento de Valladolid como calle de Concha Velasco.
El Ayuntamiento de Madrid anunció en junio de 2024 que el Teatro Madrid, en el distrito de Fuencarral-El Pardo, una vez se rehabilite, llevará el nombre de Concha Velasco, y acogerá musicales, género que desarrolló la artista. 
El Madrid Film Office creó en 2024 El Madrid de Concha Velasco, itinerario turístico por 20 localizaciones de Madrid en las que rodó escenas icónicas de varias películas, como "reconocimiento a una de las actrices más importantes y queridas de nuestro cine".  La Gran Vía de Las chicas de la Cruz Roja, el Museo Chicote” de Enloquecidas o El Retiro de La Colmena.
El 3 de octubre de 2024 se realizó la emisión de un sello de correos dedicado a ella en reconocimiento a su trayectoria y su contribución al mundo del espectáculo.
El 9 de octubre de 2024, se inauguró la Sala Concha Velasco en los Teatros del Canal, de la Comunidad de Madrid, espacio antes conocido como 'Sala Roja'.  Dos grandes fotos de la actriz, obra de Bernardo Pérez Tovar y Vicente Ibáñez, dan acceso al escenario con 843 localidades. 
El 1 de diciembre de 2024, el Ayuntamiento de Valladolid, al año de su muerte con la inauguró, con presencia de los hijos de Concha, una ruta turística por la vida de la actriz y un mural ubicado en la que fuera su casa natal. 